# Litchville (Dakota del Norte)
Litchville es una ciudad ubicada en el condado de Barnes en el estado estadounidense de Dakota del Norte. En el censo de 2010 tenía una población de 172 habitantes y una densidad poblacional de 44,84 personas por km².

## Geografía
Litchville se encuentra ubicada en las coordenadas 46°39′27″N 98°11′31″O / 46.65750, -98.19194. Según la Oficina del Censo de los Estados Unidos, Litchville tiene una superficie total de 3.84 km², de la cual 3.84 km² corresponden a tierra firme y (0%) 0 km² es agua.

## Demografía
Según el censo de 2010, había 172 personas residiendo en Litchville. La densidad de población era de 44,84 hab./km². De los 172 habitantes, Litchville estaba compuesto por el 94.77% blancos, el 0.58% eran afroamericanos, el 0.58% eran amerindios, el 0% eran asiáticos, el 0% eran isleños del Pacífico, el 0.58% eran de otras razas y el 3.49% pertenecían a dos o más razas. Del total de la población el 0.58% eran hispanos o latinos de cualquier raza.